# Keunekai
Keunekai is een bestuurslaag in het regentschap Sabang van de provincie Atjeh, Indonesië. Keunekai telt 713 inwoners (volkstelling 2010).